# Appio-Latino

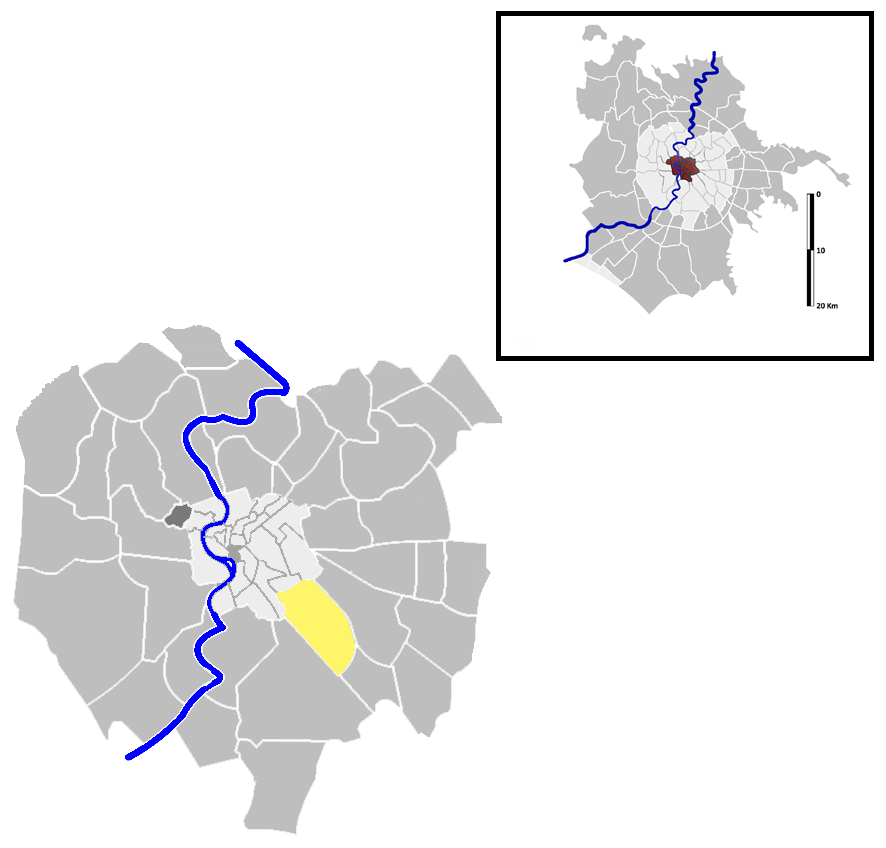
Localisation de l'Appio-Latino sur la carte administrative de Rome.

Appio-Latino est un quartiere (quartier) situé au sud-est de Rome en Italie prenant son nom de la via Appia et de la via Latina qui le traversent. Il est désigné dans la nomenclature administrative par Q.IX et fait partie du Municipio VII et VIII. Sa population est de 61 673 habitants répartis sur une superficie de 5,849 1 km2.

## Géographie
Le quartier de l'Appio-Latino est délimité globalement par la via Appia Nuova au nord, le mur d'Aurélien à l'ouest, la via Appia Antica au sud, et la via dell'Almone à l'est.
Dans l'usage courant il existe également, surtout pour la partie nord du quartier, la dénomination non officielle de San Giovanni, due à la basilique Saint-Jean-de-Latran qui pourtant est située à l'intérieur du mur d'Aurélien ; cette dénomination est partagée avec une partie du quartier Tuscolano.
Le quartier est accessible par la gare de Roma Tuscolana.

## Historique
Appio Latino a été créé par le gouverneur de Rome Filippo Cremonesi le 24 mai 1926.
Parmi les personnalités associées à l'Appio-Latino, le footballeur romain Francesco Totti est né en 1976 et a grandi dans le quartier, vivant avec sa famille sur la via Vetulonia entre la porta Metronia et la porta Latina.

## Lieux particuliers
- La via Appia et via Latina
- Parc naturel régional de l'Appia antica et Vallée de la Caffarella
- Parc des Scipioni
- Porta Metronia et Porta Asinaria
- Tombe de Cæcilia Metella
- Columbarium de Pomponius Hylas
- Église Santa Maria in Palmis
- Église Ognissanti
- Église Natività di Nostro Signore Gesù Cristo
- Église San Giovanni Battista de Rossi
- Église Santissimo Nome di Maria
- Église Santa Caterina da Siena
- Église Sant'Antonio da Padova a Circonvallazione Appia
- Église Preziosissimo Sangue di Nostro Signore Gesù Cristo

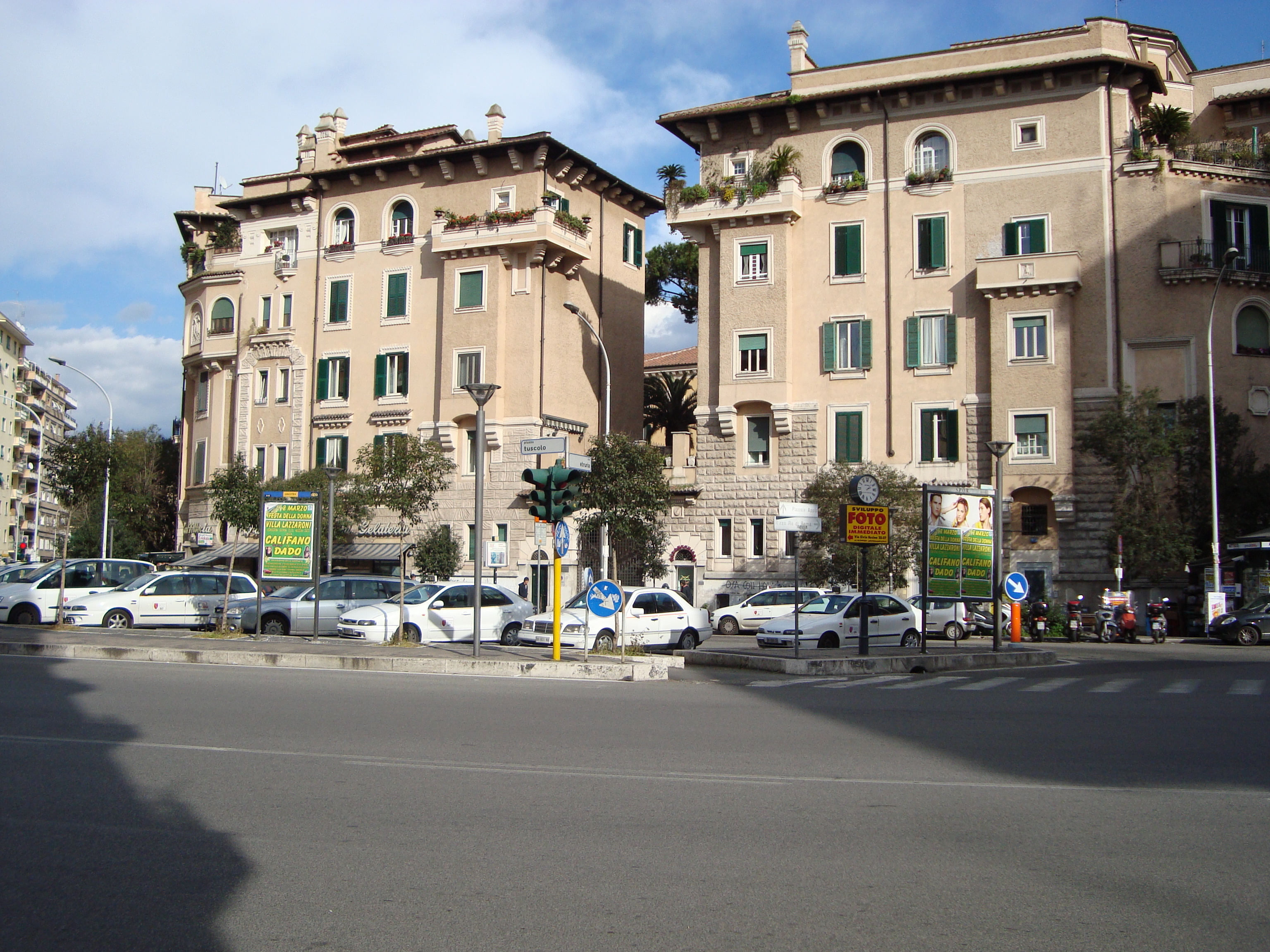
La Piazza Tuscolo, un carrefour important de l'Appio Latino.
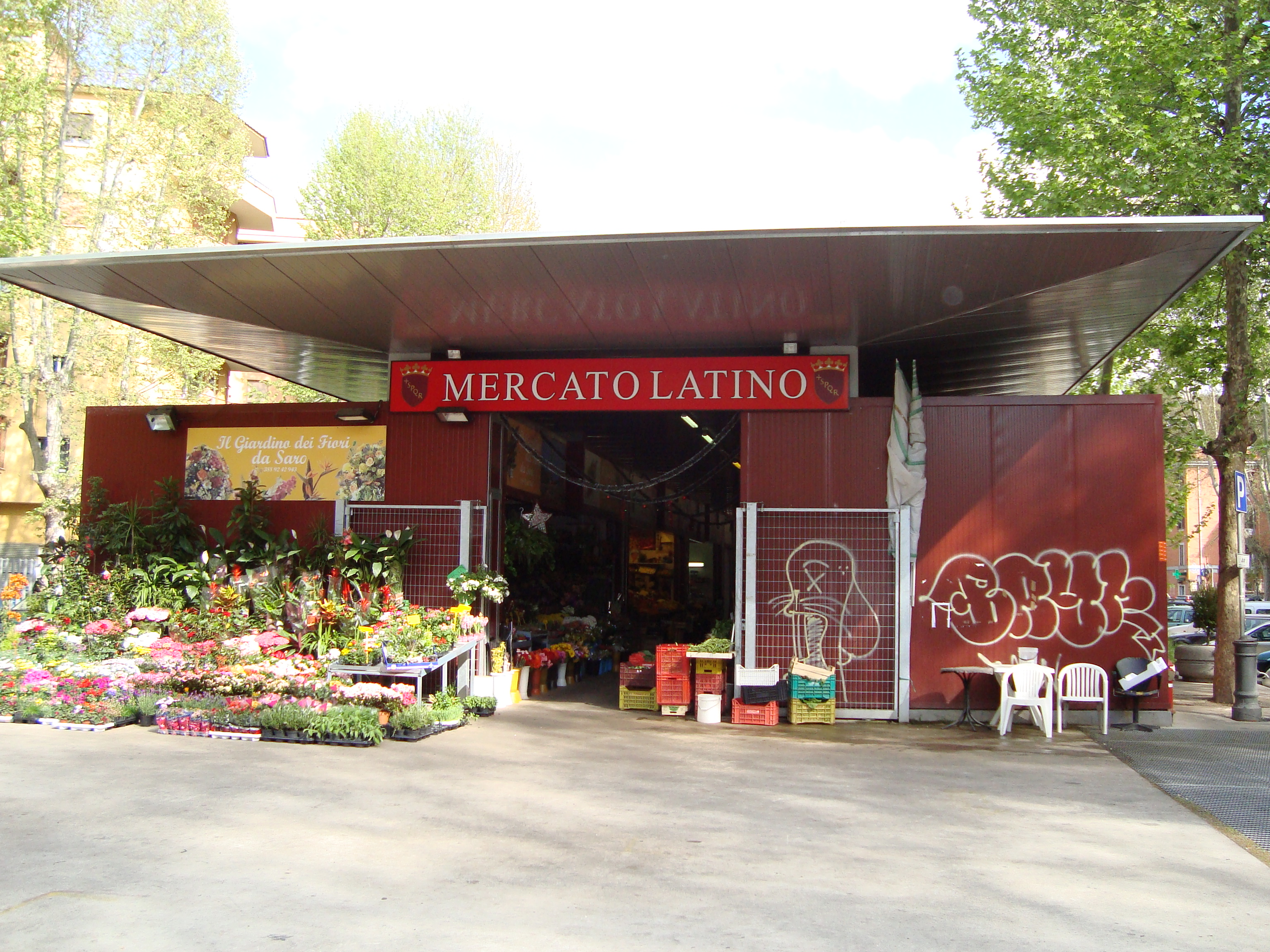
Un marché municipal du quartier à Piazza Epiro.
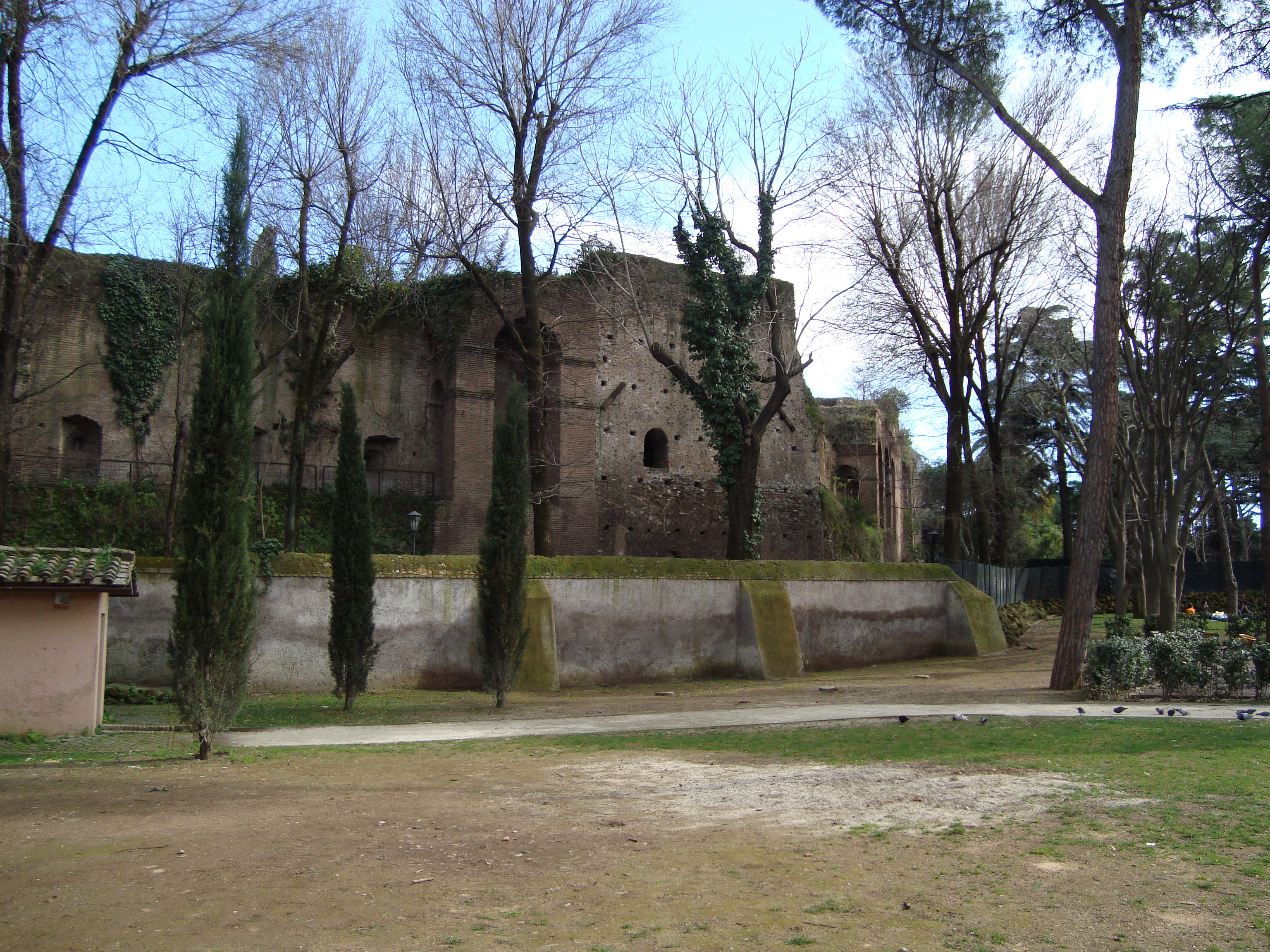
Le mur d'Aurélien vu du Parc des Scipioni.